# Ribal al-Assad
 (janvier 2017).
Si vous disposez d'ouvrages ou d'articles de référence ou si vous connaissez des sites web de qualité traitant du thème abordé ici, merci de compléter l'article en donnant les références utiles à sa vérifiabilité et en les liant à la section « Notes et références ».
 (décembre 2024).
 (décembre 2024).
Ribal al-Assad, né le 4 juin 1975 à Damas, est le fils de Rifaat al-Assad et de Line Al-Khayer et il est l’époux de Joanna al-Assad. Il est le frère de Siwar al-Assad, auteur du roman français À cœur perdu et de Somar Al-Assad, fondateur d’A.N.N. (Arab News Network (en)), une chaîne d’informations télévisées et du Parti du peuple arabe en 1997. Il est également le cousin germain de Bachar Al-Assad.
Ribal al-Assad est connu pour avoir pris position publiquement contre les formations politiques religieuses et la théocratie et a critiqué publiquement des organisations telles que les Frères musulmans, le Hezbollah, Al-Nusra, l’État islamique, le Hamas et le gouvernement iranien. Il a également émis des critiques envers le Conseil national syrien et la nomination antidémocratique de ses membres par la Turquie et le Qatar dont la majorité font partie des Frères Musulmans.

## Biographie

### Enfance et famille
Ribal est né à Damas, il est le treizième d’une famille de seize enfants.
Il quitte la Syrie à l’âge de neuf ans en 1984 à cause des divergences entre son père et son oncle apparues dans les années 1970 et ayant conduit à un affrontement militaire et à la division du parti Baas. Dans un entretien avec The Jewish Chronicle, Ribal Al-Assad a affirmé que « si les idées de son père avaient été appliquées dans les années 1970, la Syrie aurait fait la paix avec Israël en même temps que les égyptiens ».
Ribal et sa famille se sont ensuite installés à Paris où il vécut jusqu’à l’âge de seize ans. Il affirme qu’avoir côtoyé d’autres cultures à Paris lui a permis de comprendre très tôt le multiculturalisme et les communautés multiethniques, en particulier en ce qui concerne la communauté juive. C’est là qu’est née sa foi en une société tolérante et multiculturelle, pierre angulaire de l’œuvre de l’ODFS.
À l’âge de 16 ans, Ribal al-Assad est entré au lycée à New York puis à Houston, avant de rejoindre l'université de Boston.
Malgré son départ de la Syrie en 1984, Ribal al-Assad est resté sous la menace de la violence puisqu’il fut victime de trois tentatives d’assassinat en 1994, 1998 et 1999. Entre 1992 et 1997, période à laquelle ont eu lieu ces attaques, Ribal Al-Assad ne résidait pas en permanence en Syrie mais il rentrait régulièrement chez lui pendant la période de Noël pour rendre visite à son père, interdit de sortie du territoire. Il est resté en Syrie de 1997 à 1999, poursuivant l’action caritative de son père.
En 1980, les Frères musulmans, cherchant à renverser le gouvernement pour instaurer un État islamique en Syrie, tentent de lancer un camion rempli d’explosifs contre la résidence familiale. Le camion est intercepté par les gardes qui ont ouvert le feu sur celui-ci.
En 1994, deux semaines après un débat public avec ses cousins Bachar et Maher al-Assad, des soldats sont envoyés à l’aéroport international de Damas pour assassiner Ribal, à la suite de la mort de la mère de Rifaat al-Assad en 1992. Le plan est déjoué, son père l’ayant accompagné à l’aéroport.

### Carrière politique

#### La chaîneArab News Network(ANN)
Cette œuvre pour la démocratie et pour la liberté a débuté en 2006 lorsqu’il devient président d’Arab News Network (en) (ANN), chaîne de télévision défendant la liberté et la démocratie dans tout le Proche-Orient. Créée en 1997, elle est la première chaîne d’informations arabe par satellite à promouvoir la démocratie et la liberté en Syrie, au Proche-Orient et en Afrique du Nord. Cependant, en 2009, la chaîne ANN est suspendue par le gouvernement syrien.

#### Organisation pour la Démocratie et la Liberté en Syrie
Il apparaît également régulièrement à la télévision et dans la presse écrite pour commenter la politique et les événements récents,.
Ribal al-Assad critique le Conseil national syrien depuis sa création. Il a dénoncé le fait que celui-ci soit constitué dans sa quasi-totalité de membres des Frères Musulmans n’ayant pas été élus de manière démocratique mais ayant été désignés par la Turquie et le Qatar. Il est également critique envers l’Armée syrienne libre (en expliquant que celle-ci est constituée de groupes d’islamistes extrémistes) et son Conseil Supérieur Militaire (en expliquant que celui-ci est exclusivement constitué de groupes salafistes extrémistes).
Il a tenu un discours devant l’Association des Nations unies de l’Université d’Oxford en 2014.